# 永田熊吉
永田 熊吉（ながた くまきち、天保6年（1835年）? - 明治33年（1900年）12月25日）は、幕末から明治時代にかけての西郷氏の家人。西郷隆盛に仕えた人物である。

## 概説

### 西郷家にて
父親の永田熊次郎が西郷家に仕えていたこともあり、鹿児島城下加治屋町に住んでいた。元々は西郷家の下男として働いていたが、西郷が江戸や京都に行ってた時には西郷家全般をとりしきり、食糧が足りない時には家から野菜などを持ってきたり、西郷が沖永良部島に流されていた時には、鹿児島城の御庭方の人足として働き、西郷家の家計を助けていた。

### 戊辰戦争から西南戦争まで
西郷隆盛に同行し、京都、江戸、鹿児島を往来した。戊辰戦争では江戸城無血開城に向けての西郷隆盛と勝海舟との会談の際に西郷に同伴して薩摩藩の蔵屋敷に行っている。
長岡山の戦いでは撃たれた仲間を助けようとした際に左大腿部を貫通する銃撃を受けたことが「西郷隆盛一代記」に書かれている。
明治維新後、西郷が明治政府に呼ばれた時には日本橋の西郷邸（現在の中央区立日本橋小学校付近）に住み、身の回りの世話から金銭管理、下男の雇用までを任されていた。西郷が征韓論で下野し、東京から鹿児島に戻る際には日本橋の土地や家を売るのに尽力した。
西南戦争でも西郷に同行し、延岡・和田越えの際には右足に銃弾を受け膝下を切断する負傷をおった西郷菊次郎を背負い、隆盛の弟である西郷従道のもとへ投降したことで知られる。従道は甥の投降を喜び、熊吉に礼を言ったとされる。その時は熊吉も額に軽い怪我を負っていた。

### 西南戦争後
西郷隆盛が亡くなった後、しばらく鹿児島で西郷家に仕え、川口雪篷とともに西郷家を支えていた。明治19年（1886年）には西郷従道に呼ばれ、再上京し、以後、目黒の西郷従道邸に住み、西郷邸の管理や庭師などをして、現在の西郷山公園や菅刈公園の原形を作ったと言われる。また御殿山にあった西郷従道邸でも働いたり、大田原市加治屋の開拓にも参画したことがある。
明治33年（1900年）12月25日、死去。墓は東京青山霊園にある。

### 子孫
東京歯科大学教授の村松敬は玄孫にあたる。

## エピソード
- 馬場祿郎の『南洲手抄言志録解詁』によると西郷隆盛と勝海舟との江戸城無血開城に向けての会談の際に、勝海舟が陣中見舞いとして持ってきた江戸前寿司を皆で一緒に食べたと熊吉が証言している。
- 河村定靜の『西郷南州翁百話』によると、西郷隆盛とともに太政官から帰宅する途中、西郷の言動に腹を立て3日程、西郷の身の回りの世話をしなかったという。その後、西郷が熊吉に謝罪し、仲が戻ったことが書かれている。
- 『西郷隆盛一代記』には明治5年（1872年）の明治天皇西国巡幸で西郷に同伴したことが書かれている。明治天皇が伊勢神宮に参拝される姿を見て、有難さ勿体なさのあまりに涙をこぼしたという。
- 鹿児島県教育会の『南洲翁逸話』によると、明治6年（1873年）に鹿児島に戻った西郷隆盛が、川邊郡萬世町小松原（現在の南さつま市加世田小松原）に「雪」という優秀な猟犬がいると聞き、弟の西郷小兵衛と熊吉を遣わせて借り受けたという。
- 西郷隆盛が西南戦争で亡くなった翌年の明治11年（1878年）3月、得能良介（従道の妻清子の父、大蔵省印刷局長）が人に託して香典700円(当時)を置いていったが、西郷糸子は受け取ることを拒み、熊吉に東京まで返しに行かせたという。
- 勝海舟の日記によると熊吉は明治16年に西郷菊次郎とともに上京し、勝海舟と面会した記録が残っている。
- 安田直の『西郷従道』によると、従道は熊吉だけではなく、熊吉の家族も鹿児島から呼んで目黒の西郷邸に住まわせ、熊吉の孫には学費を与えて教育を受けさせた。目黒の西郷邸では従道から「熊吉さん、爺様（じっさま）」と呼ばれ、家族同様に扱われていた。熊吉が明治33年に65歳で亡くなった時には従道が葬儀の主宰者となり、手厚く葬ったとされている。後日、従道は西郷邸を訪ねてきた人に「先日は兄を旅立せ残念なことをしました」と語ったそうで、「兄とは誰のことですか？」と聞かれ、涙ながらに「熊吉です」と答えたという。

## 登場作品
テレビドラマ
- 『田原坂』（1987年、年末時代劇スペシャル　演：高品格）
- 『翔ぶが如く』（1990年、NHK大河ドラマ　演：車だん吉）
- 『西郷どん』（2018年、NHK大河ドラマ、演：塚地武雅）
  - NHK大河ドラマ「西郷どん」のオリジナルサウンドトラックの中に「熊吉さぁ」という曲がある。